# Hôtel de Condé (Versailles)

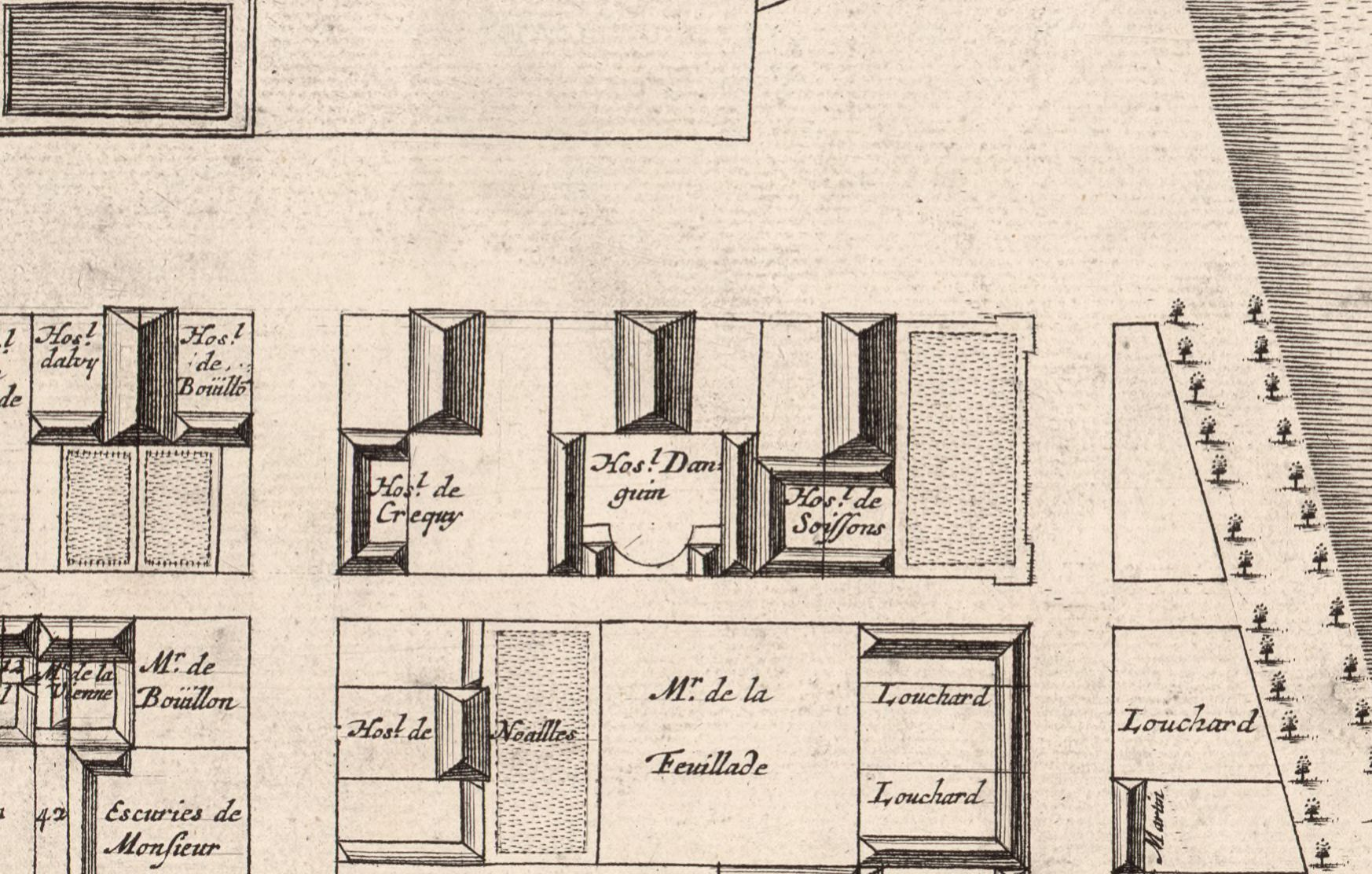
Plan de la ville et chasteau de Versailles

Vue prise du sud-ouest, détail au premier plan de la rue de l'Abreuvoir ; l'hôtel d'Enghien (de Condé) est le deuxième en partant du nord.

 (mars 2015).
Si vous disposez d'ouvrages ou d'articles de référence ou si vous connaissez des sites web de qualité traitant du thème abordé ici, merci de compléter l'article en donnant les références utiles à sa vérifiabilité et en les liant à la section « Notes et références ».

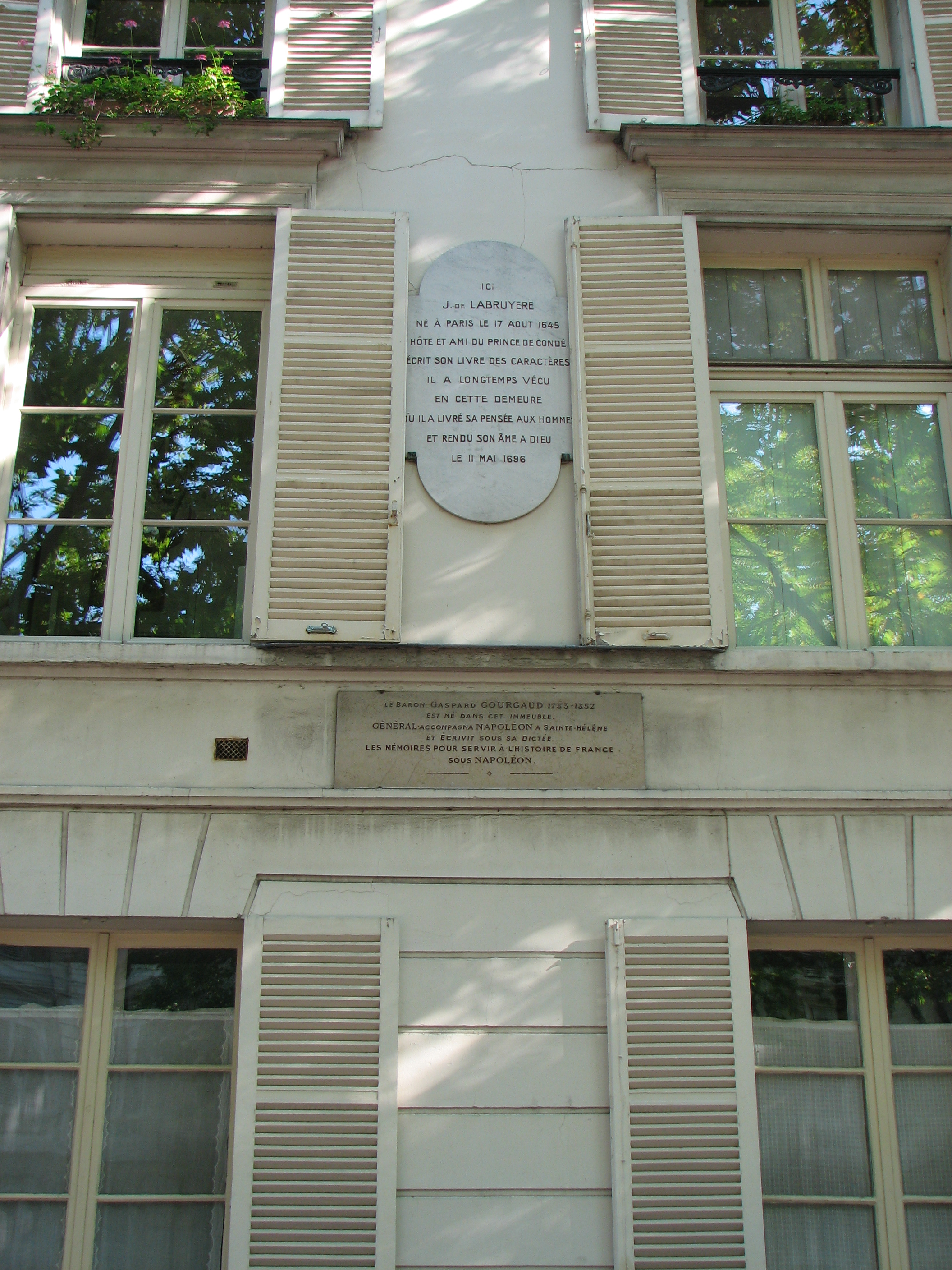
Plaques sur la façade de l'Hôtel de Condé, 22, rue des Réservoirs (Versailles) :
« Ici J. de Labruyère, né à Paris le 17 août 1645, hôte et ami du prince de Condé, écrit son livre des Caractères. Il a longtemps vécu en cette demeure, où il a livré sa pensée aux hommes et rendu son âme à Dieu le 11 mai 1696. »
« Le baron Gaspard Gourgaud, 1783-1852, est né dans cet immeuble. Général [il] accompagna Napoléon à Sainte-Hélène et écrivit sous sa dictée les Mémoires pour servir à l'histoire de France sous Napoléon. »

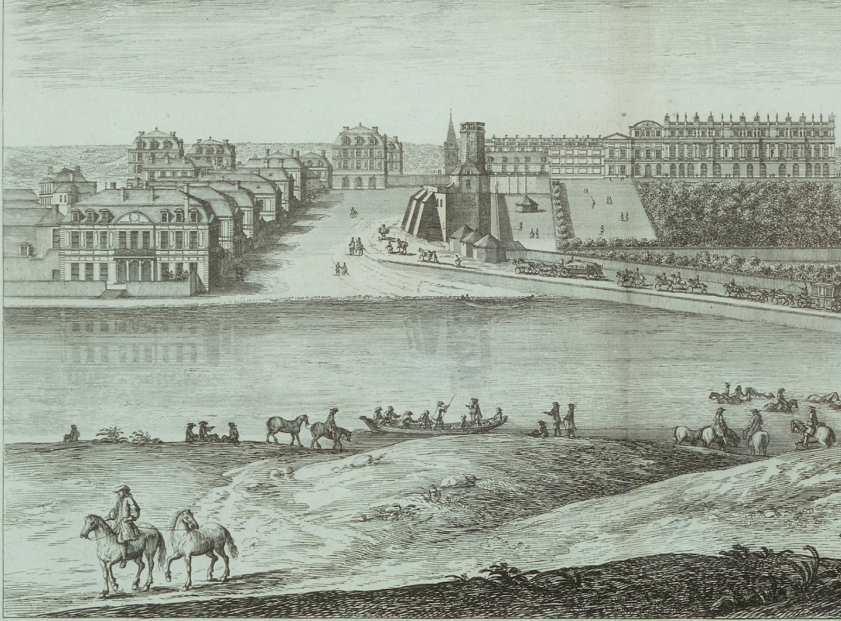
Rue de l'Abreuvoir vue du nord ; l'hôtel d'Engin (de Condé) est le deuxième à gauche.

L'Hôtel de Condé, d'abord désigné comme hôtel d'Enghien, à Versailles se situe au 22, rue des Réservoirs. Il a été construit à proximité du château à partir de 1679 et s'étendait avec ses communs de la rue des Réservoirs à la rue du Peintre Lebrun. Le corps principal a été surélevé au XIXe siècle. Le bâtiment, en dépit de ses modifications, est un témoin précieux des hôtels particuliers élevés à Versailles par les grandes familles de la cour de Louis XIV ; il porte sur un plan de 1685 le nom d'"Host(e)l Danguin" (pour "d'Enghien", d'après le titre de duc d'Enghien porté par l'aîné du duc de Condé) ; désigné comme hôtel de Condé en 1746 sur le plan de Versailles par Delagrive, il apparaît agrandi avec des communs qui se prolongent jusqu'à la rue de l'Abreuvoir (aujourd'hui rue des Réservoirs).

## Hôtes célèbres
Cet hôtel des princes de Condé a abrité plusieurs célébrités : Jean de La Bruyère (1645-1696), précepteur de 1684 à 1686  du jeune duc Louis de Bourbon, petit-fils du Grand Condé, et ensuite gentilhomme de la maison du prince, y a été logé du 5 février 1685 jusqu'à sa mort à cinquante-et-un ans le 11 mai 1696 dans un appartement qui se composait d'une chambre, d'un cabinet-bibliothèque et d'une garde-robe ; le général Gaspard Gourgaud (1783-1852), mémorialiste de Napoléon, y est né le 14 novembre 1783 et l'écrivain Maurice Martin du Gard (1896-1970) y a habité quelques années à partir de 1950.

## Notes et références

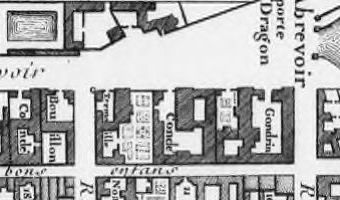
Détail du plan de Versailles par Delagrive (1746)